# Троицкое (Умётский район)
Троицкое — упразднённая деревня в Умётском районе Тамбовской области России. На момент упразднения входила в состав Сулакского сельсовета.

## География
Урочище находится в восточной части Тамбовской области, в лесостепной зоне, в пределах Приволжской возвышенности, на левом берегу реки Вяжли, на расстоянии примерно 7 километров (по прямой) к северо-востоку от рабочего посёлка Умёт, административного центра района.

### Климат
Климат умеренно континентальный, относительно сухой, с холодной продолжительной зимой и жарким летом. Средняя температура воздуха самого холодного месяца (января) — −11,5 °C (абсолютный минимум — −40 °C); самого тёплого месяца (июля) — 20,4 °C (абсолютный максимум — 40 °С). Среднегодовое количество атмосферных осадков составляет 450—500 мм. Продолжительность залегания снежного покрова составляет в среднем 136 дней.

## История
Исключена из учётных данных в октябре 2017 года, как фактически прекратившая своё существование.